# László Erdős
László Erdős (* 14. April 1966 in Budapest) ist ein ungarischer mathematischer Physiker.

## Karriere
Erdős studierte Mathematik an der Loránd-Eötvös-Universität in Budapest mit dem Diplomabschluss 1990 bei Domokos Szász (A mechanical model of the Brownian motion: the Rayleigh gas). 1994 wurde er bei Elliott Lieb an der Princeton University promoviert (Magnetic Schrödinger Operators and estimates on stochastic oscillatory integrals) und war danach 1994/95 Postdoktorand an der ETH Zürich. 1995 bis 1998 war er Gastwissenschaftler und danach Assistant Professor am Courant Institute of Mathematical Sciences of New York University und ab 1998 Assistant Professor, ab 2001 Associate Professor und 2003 bis 2004 Professor am Georgia Institute of Technology. Gleichzeitig war er ab 2003 Professor an der Ludwig-Maximilians-Universität München, nachdem er sich 2001 an der Universität Wien habilitiert hatte (Asymptotic analysis of complex quantum problems). Er war auch Mitglied des Institute for Advanced Study in Princeton, New Jersey, 2013–14. Seit 2013 arbeitet er als Professor am Institute of Science and Technology Austria (ISTA) in Klosterneuburg.
Er war unter anderem Gastwissenschaftler an der Harvard University, der Stanford University, der Universitäten Kopenhagen und Aarhus, der Academia Sinica und dem Center for Theoretical Studies in Taiwan, dem Institut Fourier in Grenoble, der ETH Zürich (1997) und am Erwin-Schrödinger-Institut für Mathematische Physik in Wien.

## Werk
Erdős arbeitet an der strengen mathematischen Begründung der grundlegenden Vision von Eugene Wigner, dass große komplexe Quantensysteme universelle Eigenschaften haben, die dem Spektrum von großen Zufallsmatrizen entsprechen und nur von ihrer grundlegenden Symmetrie abhängen und nicht von Details der physikalischen Modelle. Das wurde numerisch vielfach bestätigt; was fehlt, ist der strenge Beweis bei einem realistischen physikalischen System und ein Verständnis des zugrundeliegenden Mechanismus. Erdős erzielte Fortschritte bei großen Zufallsmatrizen mit unabhängig gleichverteilten Matrixelementen und auch bei korrelierten Einträgen. Er befasste sich neben universellen Eigenschaften von Zufallsmatrizen unter anderem mit magnetischen Lieb-Thirring-Ungleichungen, Brownscher Bewegung im klassischen und quantenmechanischen Fall, der Gross-Pitaevskii-Gleichung für Bose-Einstein-Kondensate und Ableitung kinetischer Gleichungen wie der Boltzmanngleichung aus der Quantenmechanik (Schrödingergleichung). Erdős veröffentlichte unter anderem mit Jan Solovej, Manfred Salmhofer und Horng-Tzer Yau.

## Ehrungen und Mitgliedschaften
Als Schüler war er Teil des ungarischen Teams bei den Internationalen Mathematik-Olympiaden 1983 (Silbermedaille) und 1984 (Bronzemedaille) sowie der Internationalen Physikolympiade 1984 (Bronzemedaille). Als Student war er mehrfach Preisträger beim Miklós-Schweitzer-Mathematikwettbewerb und beim F.-Riesz-Mathematikwettbewerb. 1995 erhielt er den Géza-Grünwald-Preis der János Bolyai Mathematischen Gesellschaft. 2012 war er Aisenstedt-Gastprofessor in Montreal. 2014 war er Eingeladener Sprecher auf dem ICM in Seoul (Random matrices, log gases and Hölder regularity). 2000 war er Invited Speaker auf dem International Congress on Mathematical Physics in London (On the derivation of quantum kinetic equations from Schrödinger equation) und 2009 hielt er einen Plenarvortrag auf dem International Congress on Mathematical Physics in Prag (Bulk universality for Wigner random matrices). 2015 wurde Erdős in die Academia Europaea und zum korrespondierenden Mitglied der Österreichischen Akademie der Wissenschaften gewählt. Letztere sprach ihm für 2020 den Erwin Schrödinger-Preis zu. 2016 wurde er auswärtiges Mitglied der Ungarischen Akademie der Wissenschaften. 2017 erhielt er den Leonard Eisenbud Prize. 2022 wurde er zum Fellow der American Mathematical Society ernannt. Im Jahr 2025 wurde er als Mitglied der Sektion Mathematik in die Nationale Akademie der Wissenschaften Leopoldina aufgenommen. Er gehört zu den ISI hochzitierten Wissenschaftlern.
Seit 2012 ist er Mitherausgeber des Journal of Mathematical Physics und seit 2008 des Journal of Statistical Physics. Er ist im Rat der International Association of Mathematical Physics (IAMP) und seit 2009 deren Schatzmeister.
Er ist nicht mit Paul Erdős verwandt.

## Schriften
- Recent developments in quantum mechanics with magnetic fields. Proc. Symp. Pure Math., Band 76, American Mathematical Society 2006 (Barry Simon Festschrift), Arxiv.
- Linear Boltzmann equation as the weak coupling limit of the random Schrödinger equation. In: J. Dittrich, P. Exner, M. Tater: Operator Theory. Advances and Applications. Band 108, 1999, S. 233–242, und Erdős, Yau Comm. Pure Appl. Math. Band 53, 2000, S. 667–735, Arxiv.
- Magnetic Lieb-Thirring inequalities and stochastic oscillatory integrals. In: M. Demuth, B.-W. Schulze: Operator Theory. Advances and Applications.Band 78, 1995, S. 127–133.
- Mit H.-T. Yau: Universality of local spectral statistics of random matrices. Bulletin AMS, Band 49, 2012, S. 377–414, Arxiv.
- Universality of Wigner random matrices. Proc. ICMP, Prag 2009, Arxiv.
- Universality of Wigner random matrices: a survey of recent results. Russian Mathematical Surveys, Band 66, 2011, S. 67–198, Arxiv.
- Mit Salmhofer, Yau: Feynman graphs and renormalization in quantum diffusion. In: Quantum theory and beyond. Proceedings of the conference in honor of the 80th birthday of Wolfhart Zimmermann. World Scientific 2011, Arxiv.
- Mit Salmhofer, Yau: Towards the quantum Brownian Motion. Lecture Notes in Physics, Band 690, 2006, Arxiv.
- Scaling limits of Schrödinger quantum mechanics. In: Dynamical semigroups. Lecture Notes in Physics, Band 597, Springer Verlag, 2002.
- Lecture Notes on Quantum Brownian Motion. In: Jürg Fröhlich u. a.: Quantum theory from small to large scales. Les Houches 2010, Arxiv.